# Jurij Czerwaniow
Jurij Nikołajewicz Czerwaniow (ros. Юрий Николаевич Черванёв; ur. 15 stycznia 1958 w Baranowiczach) – białoruski lekkoatleta, płotkarz. W czasie swojej kariery reprezentował Związek Radziecki.
Zajął 4. miejsce w biegu na 110 metrów przez płotki na mistrzostwach Europy juniorów w 1975 w Atenach oraz 5. miejsce w tej konkurencji na kolejnych mistrzostwach Europy juniorów w 1977 w Doniecku.
Zwyciężył w biegu na 60 metrów przez płotki na halowych mistrzostwach Europy w 1980 w Sindelfingen, wyprzedzając Romualda Giegiela z Polski i Javiera Moracho z Hiszpanii. W finale ustanowił nieoficjalny halowy rekord świata wynikiem 7,54 s (IAAF nie uznawała w tym czasie oficjalnych rekordów świata w hali).
Czerwaniow zajął 8. miejsce w finale biegu na 110 metrów przez płotki na igrzyskach olimpijskich w 1980 w Moskwie. Na halowych mistrzostwach Europy w 1981 w Grenoble zajął 5. miejsce w biegu na 50 metrów przez płotki, a na halowych mistrzostwach Europy w 1982 w Mediolanie nie ukończył finałowego biegu na 60 metrów przez płotki.
Był mistrzem ZSRR w biegu na 110 metrów przez płotki w 1981 i wicemistrzem na tym dystansie w 1978. W hali był mistrzem ZSRR w biegu na 60 metrów przez płotki w 1980 i brązowym medalistą w 1978.
Rekord życiowy Czerwaniowa w biegu na 100 metrów przez płotki wynosił 13,48 s. Został uzyskany 4 czerwca 1980 w Leningradzie.
Jest sędzią klasy międzynarodowej w rosyjskim bilardzie.